# Vampire's Kiss
Vampire's Kiss (titulada Besos de vampiro en España y El beso del vampiro en Hispanoamérica) es una película estadounidense de humor negro y terror de 1988 dirigida por Robert Bierman , escrita por Joseph Minion. Protagonizada por Nicolas Cage, María Conchita Alonso y Jennifer Beals. Aunque fue un fracaso de taquilla y de crítica en el momento de su estreno, actualmente ha sido revaluada de manera más positiva, y es también considerada como una película de culto .

## Sinopsis
Peter Loew (Nicolas Cage),  es un agente literario ambicioso y un yuppie narcisista y codicioso; trabaja todo el día y va de discoteca en discoteca por la noche, con poco en su vida excepto alcohol, cocaína , aventuras de una noche con numerosas mujeres y la búsqueda de dinero y supuesto prestigio. Sin embargo, poco a poco se está volviendo loco y ve a una terapeuta con frecuencia (Elizabeth Ashley). Durante estas sesiones, su salud mental en declive se hace evidente a través de una serie de desvaríos cada vez más extraños que finalmente comienzan a asustar a la psiquiatra.
Después de llevarse a casa a una chica llamada Jackie de un club, un murciélago entra volando por la ventana de Peter, asustándolos a ambos. En su siguiente sesión, Peter le menciona a su terapeuta que la lucha con el murciélago lo excitó. Mientras visita un museo de arte con Jackie al día siguiente, la abandona y ella luego le deja un mensaje enojado en su teléfono.
Peter conoce a Rachel (Jennifer Beals) en un club nocturno y aparentemente la lleva a su casa. Mientras hacen el amor, ella lo inmoviliza, exponiendo sus colmillos de vampiro, y lo muerde en el cuello. A la mañana siguiente, se ve a Peter con el cuello ileso, sirviendo café y conversando con una Rachel inexistente, lo que pone en duda la realidad de los eventos de la noche anterior.
Peter se corta el cuello afeitándose y aplica un vendaje en el lugar, creyendo después que es el lugar de la mordedura de vampiro. Pronto cree que se está convirtiendo en un vampiro . No logra ver su reflejo en los espejos y usa gafas de sol oscuras en interiores. Cuando sus colmillos no se desarrollan, compra un par de colmillos de plástico baratos y novedosos. Mientras tanto, tiene delirios de que Rachel lo visita todas las noches para alimentarse de su sangre. Poco después, Peter experimenta cambios de humor severos y llama a Jackie para disculparse, pidiéndole que se reúnan con ella en un bar. Cuando está a punto de irse, aparece una celosa Rachel y lo llama para que vuelva adentro. Una abatida Jackie finalmente abandona el bar y deja una nota enojada en su puerta pidiéndole que la deje en paz.
Peter atormenta constantemente a una secretaria que trabaja en su oficina llamada Alva Restrepo (Maria Conchita Alonso), generalmente obligándola a buscar un contrato en un enorme archivo de papel. Cuando Alva no encuentra el contrato, Peter primero la intimida y la humilla, luego la visita en su casa y la engaña para que regrese al trabajo, y finalmente la ataca e intenta morderla en el lugar de trabajo después del horario laboral. Ella saca una pistola y Peter le ruega que le dispare. Como solo está cargada con balas de fogueo, ella dispara al suelo para asustarlo. Finalmente, él la domina, rasgando su camisa, inmovilizándola contra el suelo mientras intenta morderle el cuello, mientras alucina que ella es Rachel. Luego, abrumado por la desesperación, toma la pistola y se la dispara en la boca, pero no resulta herido, atribuyéndolo a su supuesta transformación.
Peter, que piensa que es un vampiro, va a un club luciendo sus colmillos de fantasía y se mueve de forma errática como el personaje Orlok de la película Nosferatu, con una mirada enloquecida en los ojos. Comienza a seducir a una mujer, pero cuando se pone demasiado a la defensiva, ella lo abofetea, lo que hace que Peter se vuelva aún más loco. La domina y le muerde el cuello, después de haberle sacado los colmillos y haber usado sus dientes reales, dejando a la mujer inconsciente y ensangrentada. Alucina con otro encuentro con una Rachel desdeñosa.
Después, Peter se encuentra con la verdadera Rachel bailando con otro hombre en la pista de baile. Ella parece reconocerlo, pero da la impresión de que no han estado en contacto durante mucho tiempo. Peter intenta forzarla para que muestre sus colmillos mientras su cita lo rechaza. Él grita que la ama y la acusa de ser un vampiro mientras es arrastrado y expulsado del club por la seguridad.
Alva se despierta con la camisa rasgada, posiblemente pensando que fue violada, y finalmente se lo cuenta a su hermano Emilio, quien se enfurece y va tras Peter con Alva para buscar venganza. Mientras tanto, Peter está vagando por las calles, desaliñado con un traje de negocios salpicado de sangre de la noche anterior, hablando emocionado consigo mismo. De pie en una esquina, tiene un intercambio alucinatorio con su terapeuta, afirmando que violó a alguien y asesinó a otra persona; un titular de un periódico cercano confirma esto último. Cuando Peter regresa a su apartamento ahora destruido, Alva se lo señala a Emilio, quien lo persigue dentro del bloque de apartamentos con una palanca de hierro.
En medio de una discusión abusiva con un interés romántico imaginario (supuestamente un paciente de su psiquiatra), Peter comienza a tener arcadas nuevamente por la sangre que había tragado, luego se arrastra debajo de su sofá volcado en el suelo, como si fuera un ataúd. Emilio encuentra a Peter y voltea el sofá. Peter sostiene un gran trozo de madera rota contra su pecho como una estaca improvisada, repitiendo el gesto que había hecho antes a extraños en la calle cuando les había pedido que lo mataran. Emilio empuja la madera hacia abajo y esta perfora el pecho de Peter de una manera espantosa. Emilio huye del apartamento. Mientras Peter muere, imagina a la vampiresa Rachel mirándolo por última vez

## Reparto
- Nicolas Cage ... Peter Loew
- María Conchita Alonso ... Alva Restrepo
- Jennifer Beals ... Rachel
- Elizabeth Ashley ... Dr. Glaser
- Kasi Lemmons ... Jackie

## Legado
El popular meme "You don't say?" (en español, "No me digas") tomó la imagen en la que se basa (la de Nicolas Cage con su rostro desencajado y fingiendo sorpresa) de una escena de la película.

## Premios
Nicolas Cage recibió un premio del Festival de Cine de Sitges al Mejor actor (compartido con Michael Gambon por El cocinero, el ladrón, su mujer y su amante).